# László Vadász
László Vadász (ur. 27 stycznia 1948 w Kiskunfélegyházie, zm. 3 stycznia 2005) – węgierski szachista, arcymistrz od 1976 roku.

## Kariera szachowa
W drugiej połowie lat 70. należał do czołówki węgierskich szachistów. Pierwszy sukces na arenie międzynarodowej odniósł na przełomie 1967 i 1968 roku, zajmując w Groningen V miejsce w mistrzostwach Europy juniorów do lat 20. W latach 1968–1980 wielokrotnie wystąpił w finałach indywidualnych mistrzostw Węgier, największy sukces osiągając w roku 1976 w Budapeszcie, gdzie zdobył brązowy medal. W roku 1978 był członkiem węgierskiej drużyny, która zdobyła złote medale podczas szachowej olimpiady w Buenos Aires. Poza tym dwukrotnie (1977, 1980) wystąpił w drużynowych mistrzostwach Europy, w obu przypadkach zdobywając wraz z drużyną tytuły wicemistrzowskie oraz w roku 1977 złoty medal za indywidualny wynik na VII szachownicy.
Zwyciężył bądź podzielił I miejsca w międzynarodowych turniejach w Starym Smokowcu (1973), Vrnjačkiej Banji (1975), Budapeszcie (1976), Uljmie (1976), Suboticy (1978), Bagneux (1978), Esbjergu (1979, turniej The North Sea Cup), Zalaegerszegu (1979) oraz Kilonii (1979).
Najwyższy ranking w karierze osiągnął 1 stycznia 1978 r., z wynikiem 2505 dzielił wówczas 89. miejsce na światowej liście FIDE, jednocześnie zajmując 8. miejsce wśród węgierskich szachistów.